# Nishtigri Corona
Nishtigri Corona est une corona, formation géologique en forme de couronne, située sur la planète Vénus par -24,5° S et 72° E. Elle est localisée dans le quadrangle d'Ix Chel Chasma. Elle a été nommée en référence à Nishtigri, mère de la Terre chez les Hindous. 

## Géographie et géologie
Nishtigri Corona couvre une surface circulaire d'environ 275 km de diamètre. 